# Камера сенсорной депривации

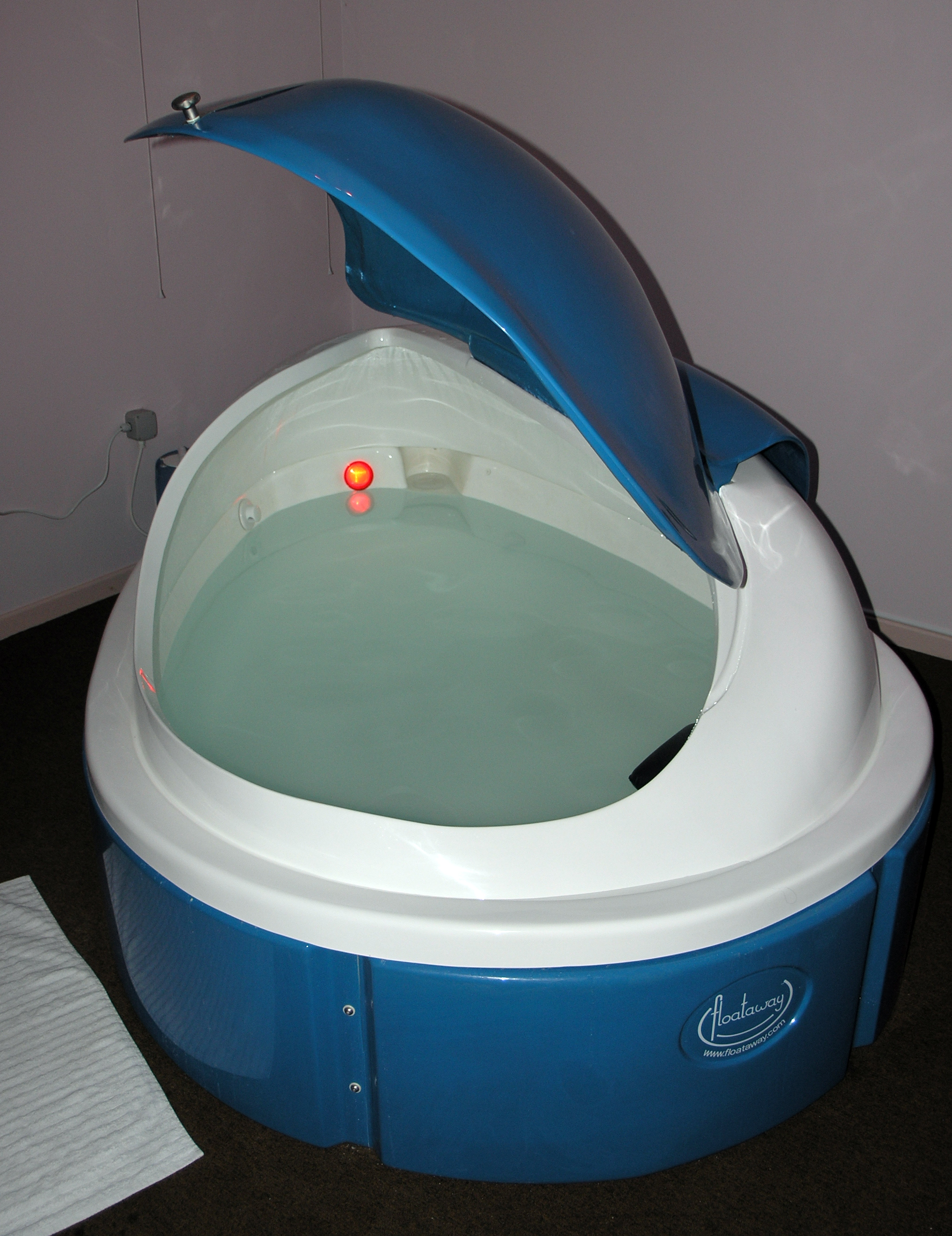
Бак, в котором человек находится как бы в невесомости благодаря раствору высокой плотности.

Камера сенсорной депривации, также фло́атинг- или фло́утинг-капсула (англ. isolation tank, flotation tank; float с англ. — «свободно плавать, держаться на поверхности») — камера, изолирующая человека от любых ощущений. Представляет собой бак, который сделан так, что внутрь него не проникают звуки, свет и запахи. Бак заполняется раствором высокой плотности (чаще всего раствором английской соли в воде), температура которого соответствует температуре человеческого тела. Человек, облачённый в специальный костюм и помещённый в жидкость внутри бака, ощущает себя пребывающим в невесомости.
Флоутинг-капсулы также используются для медитации, расслабления и в нетрадиционной медицине.

## История
Впервые камера сенсорной депривации была использована Джоном Лилли для изучения эффектов сенсорной депривации. 
Джон Лилли, практикующий врач и нейропсихолог, в процессе изучения психоанализа в Национальном институте психического здоровья Лилли начал проводить эксперименты с физической изоляцией. В то время в нейрофизиологии стоял вопрос о том, что требуется мозгу для работы и откуда он берёт энергию. Одна из точек зрения состояла в том, что источник энергии является биологическим и внутренним, то есть не зависит от внешней среды, другая, что если все стимулы убрать, то мозг уснёт. Лилли решил проверить эту гипотезу, создав среду, полностью изолированную от внешних воздействий, и начал исследовать сознание и его связь с мозгом. Он разработал проект камеры для сенсорной депривации, в 1954 году создал первую такую камеру и сразу же начал её использовать. В то время он также занимался исследованиями ЛСД и ряда других веществ и их воздействия на сознание и использовал камеру для усиления их эффекта.
В конце 1970-х годов возможности терапевтического применения камер сенсорной депривации изучали Питер Сьюдфелд и Родерик Борри из Университета Британской Колумбии. Их техника была названа «Терапия ограниченной средовой стимуляции» (Restricted Environmental Stimulation Therapy, REST), см. .

## Использование камеры известными людьми
Опыт пребывания в камере сенсорной депривации знаменитого физика Ричарда Фейнмана описан в книге «Вы, конечно, шутите, мистер Фейнман!». Фейнман был приглашён Джоном Лилли после того, как последний послушал лекцию Фейнмана по квантовой механике.
Актёр Николас Кейдж провёл некоторое время в камере сенсорной депривации для того, чтобы изучить чувство клаустрофобии, при подготовке к съёмкам фильма «Башни-близнецы». Его герой, сержант полиции, был погребён в завалах ВТЦ.
Использовал камеру и серебряный призёр Олимпиады-2004 в Афинах и Олимпиады-2008 в Пекине, чемпион мира в залах 2008 года легкоатлет Филлипс Идову. Год, предшествующий Олимпиаде, он провёл, борясь с травмой спины, и сенсорная депривация вполне себя оправдала.